# Serieåret 1957

## Händelser

### Okänt datum
- I USA skapar Mell Lazarus serien Våran fröken (original Miss Peach), som utspelar sig i skolmiljö.
- Serietidningen Alla tiders seriejournal läggs ner efter 7 år och 162 nummer.
- Barnserietidningen Sagoserien debuterar i Sverige.[1]
- Serienytt introduceras i Sverige.[2]

## Pristagare
- Reuben Award: Hal Foster

## Utgivning

### Album
- Järnhästen (Lucky Luke)[3]
- Vrakmysteriet (Spirou)[4]

## Födda
- 27 januari - Frank Miller, amerikansk serieskapare, känd bland annat för Sin City.
- 3 april - Yves Chaland (död 1990), fransk serieskapare.
- 8 juni - Scott Adams, amerikansk serieskapare, känd för Dilbert.
- 21 juni - Berkeley Breathed, amerikansk serieskapare, känd för Opus.
- 2 oktober - Janry, belgisk serietecknare.
- 10 oktober - Rumiko Takahashi, japansk serieskapare.

## Avlidna
- 5 januari - Clarence Gray, amerikansk serietecknare.

### Fotnoter
1. ↑  Swecomics
2. ↑  Swecomics
3. ↑  ”Lucky Luke på svenska”. Arkiverad från originalet den 11 november 2014. https://web.archive.org/web/20141111004811/http://www.visit.se/~dampgrodan/album_kronolog.html. Läst 12 mars 2011.
4. ↑  ”Spirou enligt Franquin”. Arkiverad från originalet den 23 juli 2010. https://web.archive.org/web/20100723064409/http://www.mantagraphics.com/franquin/helaalbum.htm. Läst 12 mars 2011.